# Phaonia alticola
Phaonia alticola är en tvåvingeart som beskrevs av Malloch 1923. Phaonia alticola ingår i släktet Phaonia och familjen husflugor. Inga underarter finns listade i Catalogue of Life.